# Schlaraffia

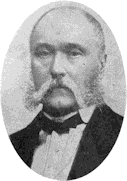
Franz Thomé, fondatorul mișcării Schlaraffia

Schlaraffia este o societate de limbă germană la nivel mondial, fondată la Praga (pe atunci Imperiul Austriac) în 1859, cu un angajament de prietenie, artă și umor.
Schlaraffen, membrii unei organizații de bărbați (mulți cu vârsta mai înaintată și în poziții sigure), se întâlnesc la mijlocul iernii (1 octombrie - 30 aprilie în emisfera nordică) o dată pe săptămână în castelul lor Schlaraffen (echipat în stilul unei taverne de cavaler din Evul Mediu) pentru „Sippungen” (adunări care au loc în forma ceremonială fixă a unei piese de cavaler). În acest sens, viața de zi cu zi este satirizată și menținută în viață prin recitări de forme literare și muzicale. Un limbaj antichizat, cu vernacul propriu pentru lucrurile de zi cu zi (latină Schlaraffen - de exemplu, „oală cu pulbere” pentru țeava de tutun, „cal pe benzină” pentru mașină, „monstruul castelului” pentru soacre) oferă Sippungenului o notă plină de umor . Cei aproximativ 280 de „Reichs” (cluburi locale) rămân în contact strâns unul cu celălalt. Fiecare Schlaraffe este întotdeauna binevenită în fiecare Reych din lume.
Reichii există în prezent în Germania, Austria, Elveția, Italia, Spania, Franța, Belgia, Suedia, Statele Unite, Canada, Mexic, Venezuela, Columbia, Ecuador, Brazilia, Argentina, Thailanda, Africa de Sud și Australia. Numărul total de Schlaraffen se ridică la aproximativ 10.000. Noii membri trebuie să fie introduși de către un Schlaraffe (naș), să finalizeze o perioadă de probă înainte de înregistrarea unui vot general și să înceapă cariera lor ca knave, care conduce din poziția de squire la cavaler.
Artiști importanți au fost și sunt Schlaraffen (de exemplu, Franz Lehár, Gustl Bayrhammer, Richard Bruno Heydrich, Leopold Matzal, Peter Rosegger și multe altele), precum și criminalul de război nazist Adolf Eichmann, care a fost obligat să renunțe la asocierea sa din cauza opoziției naziste la francmasonerie.
„Mascota” lor este bufnița vultur (bubo bubo) care simbolizează înțelepciunea, virtutea și umorul (bufnița în sine prezintă cunoaștere și înțelepciune).

## Legături externe
- Homepage der Schlaraffia de
- Homepage der Schlaraffia Filadelfia
- Chapters in North-America
- Homepage Schlaraffia Vimaria (85), Weimar / Germany